# Clinique
Pour les articles homonymes, voir Clinique (homonymie).

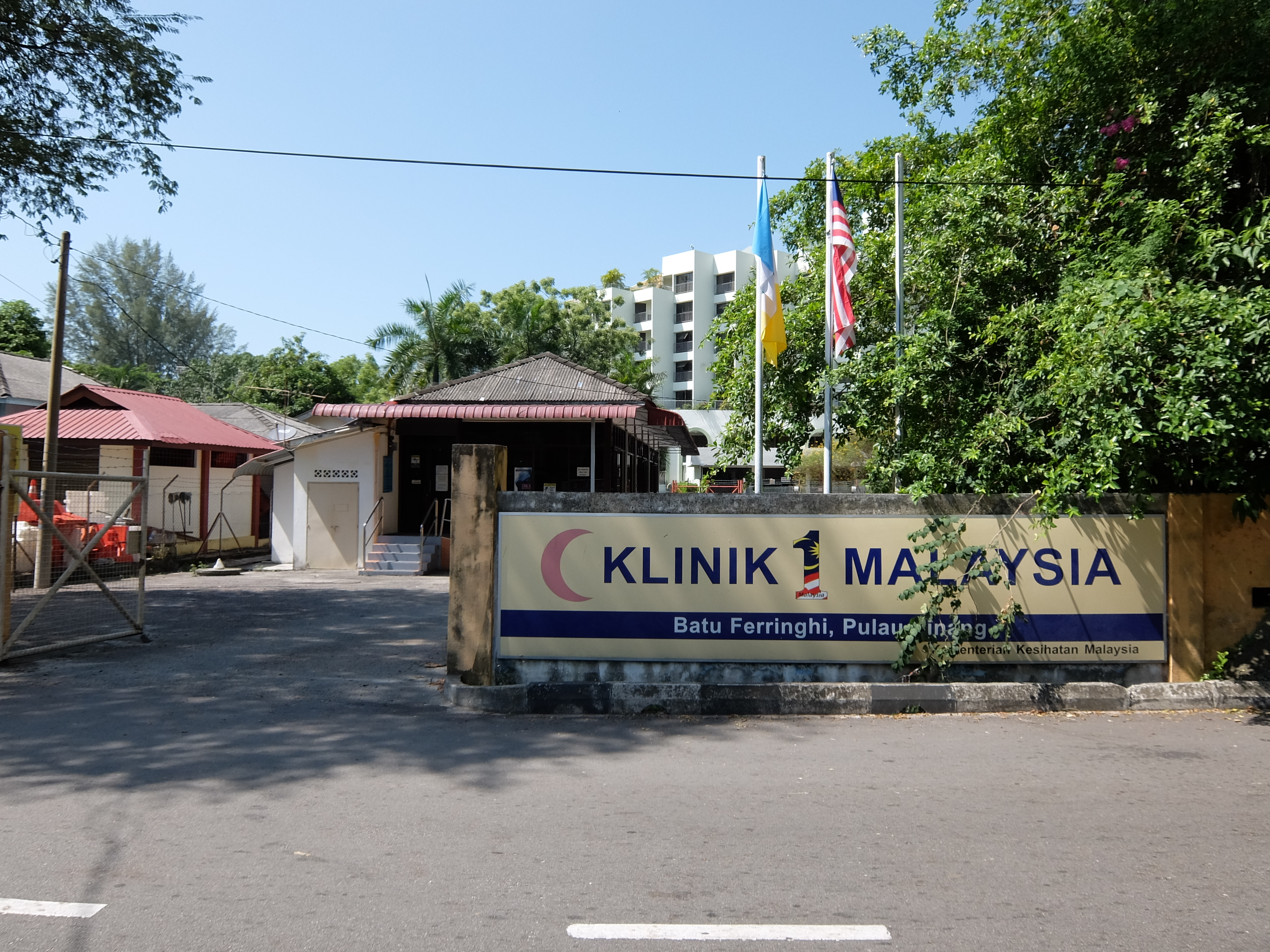
Clinique en Malaisie.

Une clinique est un établissement ou une section d'établissement hospitalier public ou privé généralement spécialisé.
En France, par abus de langage, « une clinique » désigne le plus souvent un établissement hospitalier privé, à but lucratif, par opposition à « l'hôpital », qui désigne un établissement public de santé.

## Typologie

### Médecine vétérinaire
Une clinique vétérinaire est un lieu spécialisé en services et en soins des animaux.